# Princesas de barrio
Princesas de barrio fue un programa de televisión de la productora Cuatro Cabezas para el canal de televisión La Sexta. Se emitió entre el 6 de febrero y el 20 de marzo de 2011.

## Formato
Princesas de barrio muestra el día a día de cuatro mujeres que viven en su barrio de toda la vida. En definitiva, una mirada del universo de unas mujeres que se han convertido en dueñas de sus propias vidas, cuyo particular concepto de la moda las delata y que practican el descaro como declaración de intenciones.

## Protagonistas
| Nombre         | Edad    | Residencia             | Información                            |
| -------------- | ------- | ---------------------- | -------------------------------------- |
| Iratxe Soriano | 25 años | Toledo                 | Ama de casa                            |
| Marta de Horna | 20 años | Arganda del Rey        | Gogó de discoteca                      |
| Paqui González | 27 años | Toledo                 | Cantante de orquesta                   |
| Jessica Calvo  | 22 años | Torrejón de la Calzada | Trabajadora en una empresa de envasado |

## Temporadas

### Temporada 1
| Programa | Día de emisión | Audiencia        |
| -------- | -------------- | ---------------- |
| 1        | 06/02/2011     | 1.236.000 (7,3%) |
| 2        | 06/02/2011     | 756.000 (8,4%)   |
| 3        | 13/02/2011     | 1.006.000 (5,6%) |
| 4        | 20/02/2011     | 967.000 (7,1%)   |
| 5        | 27/02/2011     | 748.000 (5,7%)   |
| 6        | 06/03/2011     | 801.000 (4,8%)   |
| 7        | 13/03/2011     | 987.000 (5,9%)   |
| 8        | 20/03/2011     | 754.000 (4,8%)   |

## Audiencia media de la temporada
Estas han sido las audiencias de la temporada del programa Princesas de barrio:
| Edición                                 | Fecha | Cadena   | Episodios | Espectadores | Cuota |
| --------------------------------------- | ----- | -------- | --------- | ------------ | ----- |
| Princesas de barrio (Primera temporada) | 2011  | La Sexta | 8         | 907.000      | 6,2%  |